# Ramaderia intensiva

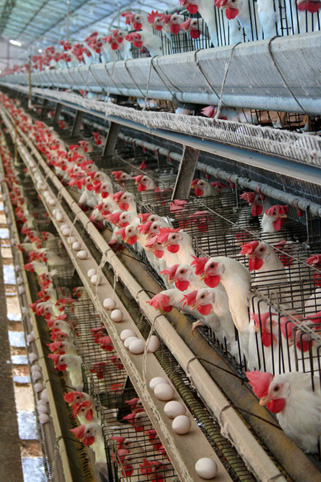
Gallines en una bateria de gàbies.

La ramaderia intensiva o producció ramadera industrial (o, senzillament, ramaderia industrial), també coneguda pels seus oponents com a macrogranges, és un enfocament de la ramaderia dissenyat per maximitzar la producció, alhora que minimitza els costos. Per aconseguir-ho, els agronegocis mantenen el bestiar com ara bestiar boví, aviram i peixos amb altes densitats, a gran escala i utilitzant maquinària moderna, biotecnologia i comerç global. Els principals productes d'aquesta indústria són la carn, la llet i els ous per al consum humà. Hi ha controvèrsia entorn de si la cria intensiva d'animals és sostenible o ètica.
Hi ha un debat continu sobre els beneficis, els riscos i l'ètica de la ramaderia intensiva. Els problemes inclouen l'eficiència de la producció d'aliments; benestar animal; riscos per a la salut i l'impacte ambiental (per exemple, contaminació ramadera i canvi climàtic).